# Gymboree
Gymboree est une entreprise américaine spécialisée dans l'habillement pour enfants. Son siège social est situé à San Francisco.

## Histoire
En janvier 2019, Gymboree annonce la fermeture d'une grande partie de ses activités, incluant ses marques Gymboree et Crazy 8, ne gardant que sa marque Janie and Jack. Cette annonce induit la suppression d'une large partie de ses 10 000 employés. Elle résulte d'une troisième mise sous le régime de la faillite en 2 ans.